# 5933 Kemurdzhian
5933 Kemurdzhian este un asteroid din centura principală de asteroizi.

## Descriere
5933 Kemurdzhian este un asteroid din centura principală de asteroizi. A fost descoperit pe 26 august 1976 la Observatorul de Astrofizică din Crimeea de Nikolai Cernîh. El prezintă o orbită caracterizată de o semiaxă mare de 2,16 ua, o excentricitate de 0,15 și o înclinație de 0,1° în raport cu ecliptica.